# Bernardo Tolomei

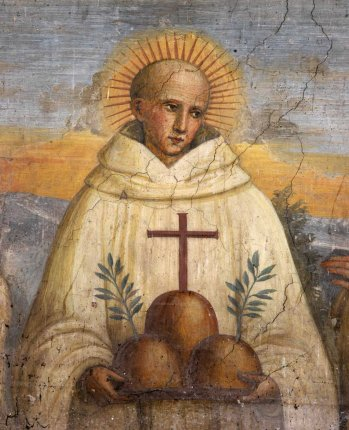
Bernardo Tolomei (Fresko in Monte Oliveto Maggiore)

Bernardo Tolomei oder Bernardus Ptolomaeus (* 10. Mai 1272 in Siena; † 20. August 1348 nahe Siena) ist ein Heiliger der katholischen Kirche und Begründer der Gemeinschaft der Olivetaner.

## Leben und Wirken
Er wurde 1272 in Siena als Sohn der adeligen Familie der Tolomei geboren und auf den Namen Giovanni (Johannes) getauft. Sein Vater war Giovanni di Mino Tolomei, seine Mutter Fulvia Tancredi. Seine Erziehung erhielt er von seinem Onkel Christopher Tolomein, der den Dominikanern, die im Collegio der Basilica di San Domenico beheimatet waren, angehörte. Er wollte früh Geistlicher werden, studierte aber aus Rücksicht auf seinen Vater zuerst Philosophie und Mathematik, danach ziviles und kanonisches Recht. Zu dieser Zeit war er bereits Mitglied der Confraternita dei Disciplinati di Santa Maria della Notte im Hospital Santa Maria della Scala, einer Bruderschaft, die sich der Krankenpflege widmete.  Eine Zeit diente er in der Armee Rudolph von Habsburgs als Ritter. Nach seiner Rückkehr war er in der Politik der Stadt Siena tätig und wurde in eine der höchsten Funktionen der Stadt gewählt. Zu dieser Zeit erblindete er durch eine Augenkrankheit. Der Überlieferung nach erhielt er durch die Intervention der Jungfrau Maria sein Augenlicht zurück.
1313 verließ er Siena gemeinsam mit zwei Freunden, Patrizio Patrizi († 1347) und Ambrogio Piccolomini († 1338). Sie zogen sich auf eines der Grundstücke seiner Familie, nach Accona nahe der Accona-Wüste in den Crete Senesi in der damaligen Diözese Arezzo, zurück. Zu Ehren des Bernhard von Clairvaux nahm er den Mönchsnamen Bernardo an.
Da sich ihm immer mehr Menschen anschlossen, wurde er von Widersachern der Gotteslästerung angeklagt. Papst Johannes XXII. erklärte ihn in Avignon für unschuldig. Am 26. März 1319 erlaubte ihm Guido Tarlati di Pietramala als Bischof von Arezzo, einen Orden nach der Regel der Benediktiner zu gründen. Gegen Ende des Jahres 1318 oder Anfang des Jahres 1319 soll Bernardo während eines Gebetes eine Vision gehabt haben: er sah eine Leiter, auf der Mönche in weißen Gewändern hinaufstiegen. Engel unterstützten die Mönche und am Ende der Leiter wurden sie von Jesus und Maria erwartet. Daraufhin gründete Bernardo den Orden der Fratres eremitae de monte Oliveti, Congregatio Sanctae Mariae montis Oliveti (wörtlich: Meine Einsiedler-Brüder vom Ölberg, der Kongregation der Heiligen Maria vom Ölberg; heute: Benediktinerkongregation von Monte Olive). Am 26. März 1319 genehmigte Guido Tarlati di Pietramala  als Bischof von Arezzo den Orden nach der Regel der Benediktiner. Kurz danach gründete Bernardo das Kloster Monte Oliveto Maggiore. Erster Abt wurde im selben Jahr Patrizio Patrizi, auf ihn folgten Ambrogio Piccolomini und Simone di Tura da Siena († 1348). 1322 wurde Bernardo selbst Vorsteher des Klosters. Dieses Amt  hielt er bis zu seinem Tode inne. 1344 wurde der Orden von Papst Clemens VI. anerkannt.
Am 20. August 1348 starb Bernardo Tolomei während einer Pestepidemie bei Siena, als er sich um Pestkranke kümmerte. Er wurde in einem heute unbekannten Massengrab in der Nähe der Klosterkirche San Benedetto a Porta Tufi beigesetzt.

## Nachleben
Das Kloster Santa Maria di Monte Oliveto Maggiore wurde zum Ausgangspunkt des Olivetanerordens, des Ordens der »Weißen Benediktiner«. Dieser Orden stellt einen straff zentralisierten Zweigorden der Benediktiner dar. Unter anderen Klöstern der Olivetaner ist das Kloster von San Miniato al Monte zu Florenz zu nennen.

## Seligsprechung und Heiligsprechung
Das „Diario“ von Papst Pius II. bezeichnete Bernardo schon als „Seligen“, als dieser 1462 das Kloster besuchte. Eine offizielle Seligsprechung fand 1634, nach anderen Angaben am 24. November 1644 oder am 31. August 1768 durch Papst Clemens XIII. statt.
Nach dem Konsistorium vom 21. Februar 2009 kündigte Papst Benedikt XVI. die Heiligsprechung Tolomeis an, die in einer feierlichen Zeremonie am 26. April 2009 in Rom stattfand.

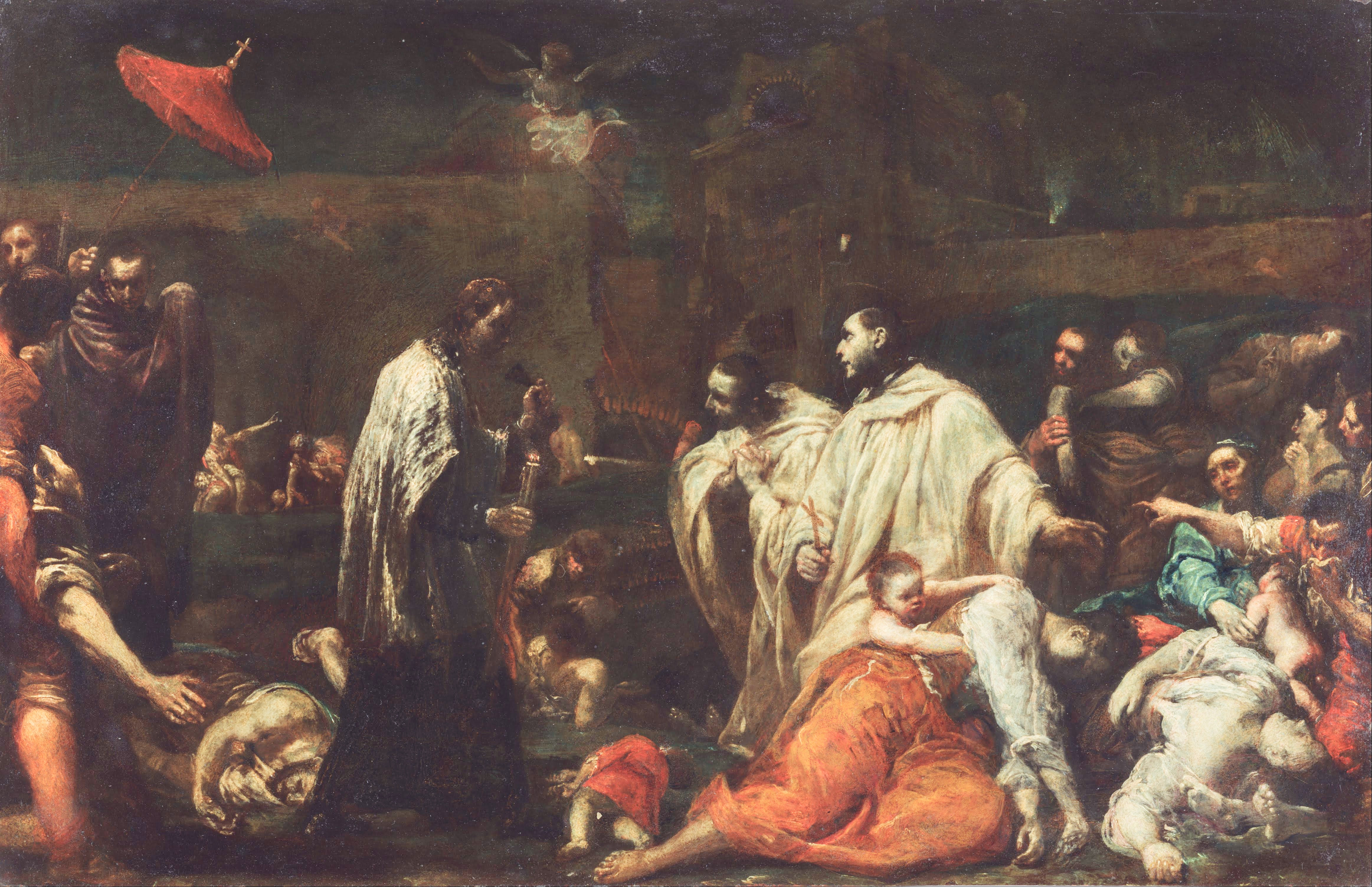
Der Heilige Bernardo Tolomei und die Pest in Siena; von Giuseppe Maria Crespi

Der Gedenktag des Heiligen Bernardo ist der 20. August, während die benediktinische Olivetan-Kongregation des Monte Oliveto Maggiore am 19. August den Heiligen feiert.